# Weikersheim

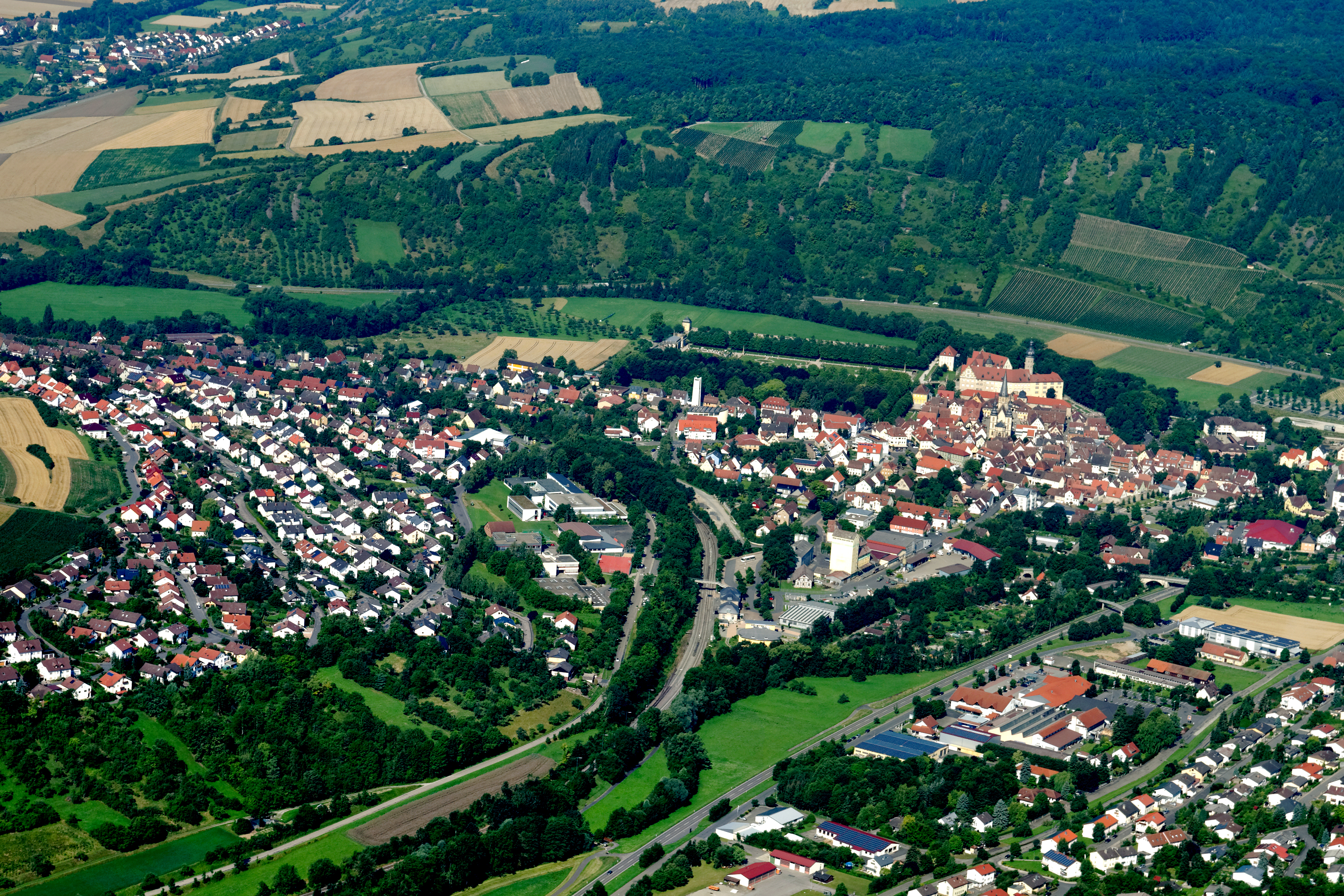
Blick über Weikersheim zur Tauber

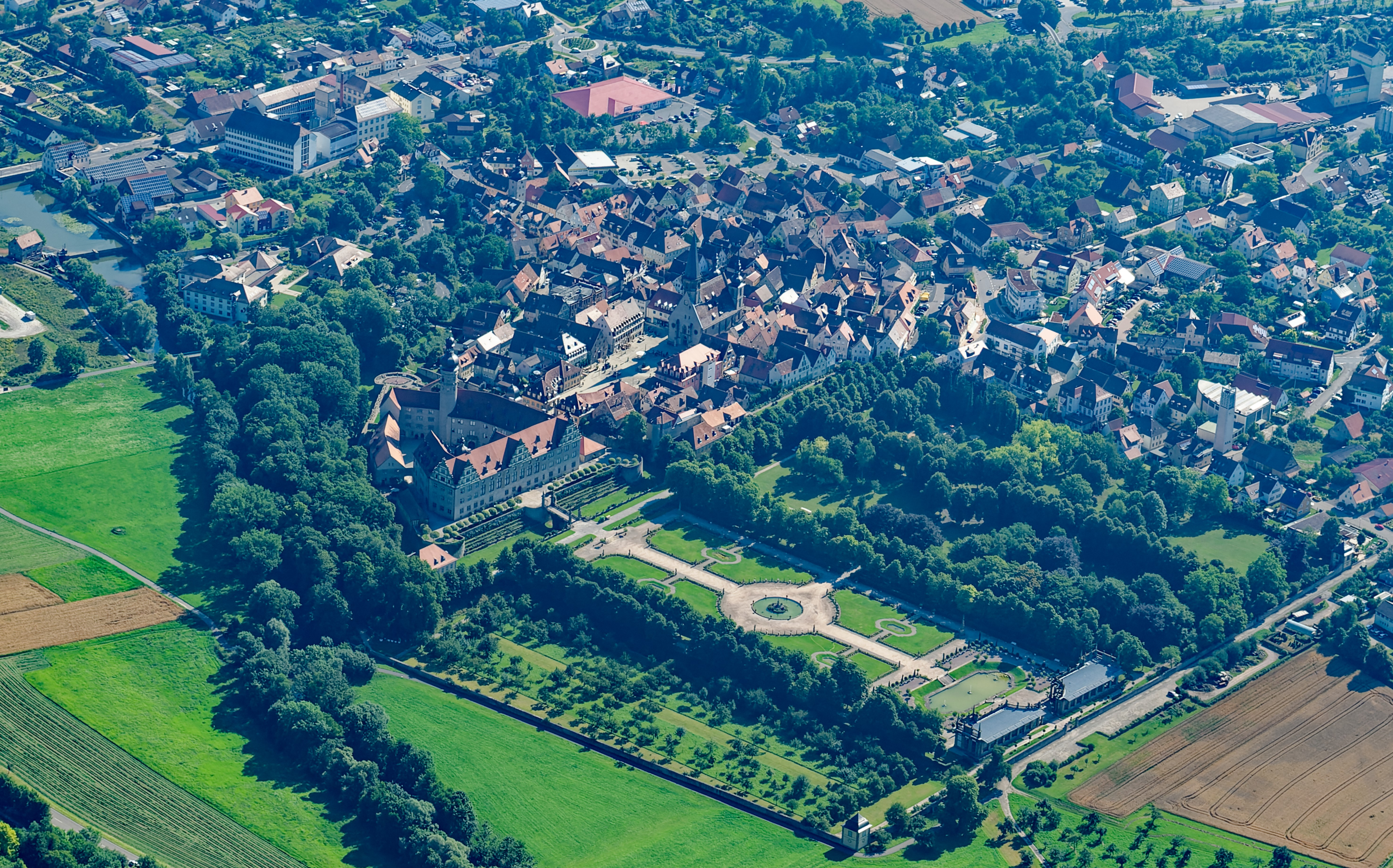
Luftbild von Schloss und Altstadt Weikersheim

Weikersheim (ⓘ) ist eine Stadt im Main-Tauber-Kreis im fränkisch geprägten Nordosten Baden-Württembergs. Weikersheim ist ein Unterzentrum in der Region Heilbronn-Franken.

## Geographie

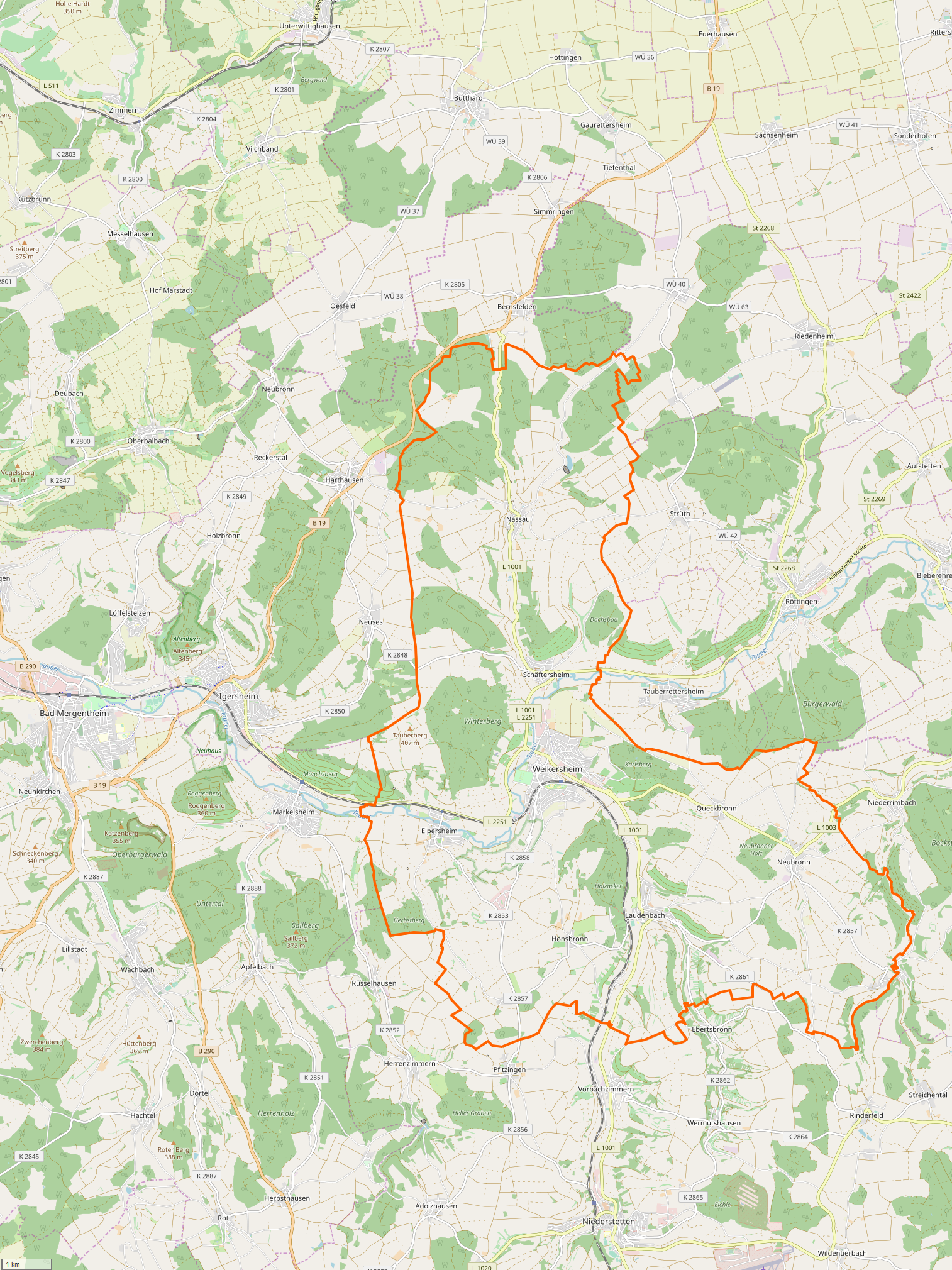
Gemarkung und Lage der Stadt Weikersheim

### Geographische Lage
Der staatlich anerkannte Erholungsort Weikersheim liegt an der Einmündung des Vorbachs in die Tauber, etwa zehn Kilometer östlich von Bad Mergentheim.

### Nachbargemeinden
Die Stadt grenzt im Osten an die bayerischen Orte Röttingen und Tauberrettersheim, im Südosten an die Stadt Creglingen, im Süden an Niederstetten, im Westen an Bad Mergentheim und im Nordwesten und Norden an Igersheim.

### Stadtgliederung
Zu Weikersheim gehören neben der Kernstadt Weikersheim die ehemals selbstständigen Gemeinden und heutigen Stadtteile Elpersheim, Haagen, Honsbronn, Laudenbach, Nassau, Neubronn, Queckbronn und Schäftersheim.

→ siehe auch: Liste der Gemarkungen im Main-Tauber-Kreis

- Zur ehemaligen Gemeinde Elpersheim gehören das Dorf Elpersheim (⊙), der Gewerbepark Tauberhöhe (auch Wohnplatz Kreuzstraße) (⊙) sowie die abgegangenen Ortschaften Bolzhausen, Mutzenbronn, Reicheltzheim und Taubersberg.
- Zur ehemaligen Gemeinde Haagen gehören das Dorf Haagen (⊙) sowie die abgegangene Ortschaft Wessenberg.
- Zur ehemaligen Gemeinde Honsbronn gehören das Dorf Honsbronn (⊙) und der Weiler Bronn (⊙).
- Zur ehemaligen Gemeinde Laudenbach gehören das Dorf Laudenbach (⊙) und der Wohnplatz Bergkirche (⊙).
- Zur ehemaligen Gemeinde Nassau gehören das Dorf Nassau (⊙), der Weiler Lichtenhöfe (⊙) und das Gehöft Louisgarde (⊙) sowie die abgegangenen Ortschaften Niederhausen, Poppenbronner Hof, Scheinhof, Schüleinshof (Schülleshof) und Spechtshof.
- Zur ehemaligen Gemeinde Neubronn gehören das Dorf Neubronn (⊙) und der Weiler Oberndorf (⊙) sowie die abgegangene Ortschaft Degelbronn.
- Zur ehemaligen Gemeinde Queckbronn gehört das Dorf Queckbronn (⊙).
- Zur ehemaligen Gemeinde Schäftersheim gehören das Dorf Schäftersheim (⊙) und das im Juli 1992 abgebrannte Gehöft Scheinhardtsmühle (⊙) sowie die abgegangene Ortschaft Hohenloch (angeblich).
- Zur Stadt Weikersheim in den Grenzen vor der Gemeindereform der 1970er Jahre gehörten die Stadt Weikersheim (⊙), der Weiler Aischland (⊙) und der Wohnplatz Karlsberg (⊙).

### Schutzgebiete
In Weikersheim gibt es zwei Landschafts- und ein Naturschutzgebiet:
- Landschaftsschutzgebiet Weikersheim: 2718,0 ha; Gemarkungen Bad Mergentheim, Creglingen, Niederstetten und Weikersheim; seit 1993.
- Landschaftsschutzgebiet Creglingen: 2027,9 ha; Gemarkungen Creglingen, Niederstetten und Weikersheim; seit 1997.
- Die Steinriegellandschaft zwischen Weikersheim und Elpersheim ist ein 77,3 Hektar umfassendes Naturschutzgebiet. Dieses liegt auf den Gemarkungen Weikersheims und Elpersheims.

Daneben gibt es auf dem Gebiet der Stadt Weikersheim insgesamt 20 als Naturdenkmal geschützte Objekte.
Die FFH-Gebiet Taubergrund Weikersheim-Niederstetten und Westlicher Taubergrund liegen teilweise auf dem Gebiet der Stadt Weikersheim. Auf der Weikersheimer Gemarkung liegen daneben noch sechs Wasserschutzgebiete.

### Flächenaufteilung
Nach Daten des Statistischen Landesamtes, Stand 2014.

## Geschichte

### Mittelalter
Als Herren „von Wighartesheim“ treten die späteren Herren von Hohenlohe erstmals 1153 urkundlich auf. Der Ort selbst ist altes Reichsgut und wurde bereits 837 in einer Urkunde des Klosters Fulda erstmals erwähnt als Besitz des Würzburger Dienstmanns Wipert von Wichhartesheim. Er kam durch Schenkung im 12. Jahrhundert an das Kloster Comburg, welches Weikersheim als Lehen an die späteren Herren von Hohenlohe vergab. 1244 erwarben diese den Eigenbesitz an der Burgherrschaft.
Weikersheim ist der älteste Stammsitz des Hauses Hohenlohe, dessen 1153 erwähnter Stammvater Konrad sich noch „von Weikersheim“ nannte. Erst in der nächsten Generation nahm der 1178 erwähnte „Albertus de Hohenloch“ den Namen der Burg Hohlach an. Von den im 13. Jahrhundert aufgespaltenen Linien des Hauses, Hohenlohe, Weikersheim und Brauneck, blieb im 15. Jahrhundert nur die Linie Weikersheim übrig.
Die Siedlung im Vorfeld der Burg erhielt 1313 Stadtrecht und Mauer, war zunächst Allodialgut der Herren von Hohenlohe, dann aber ab 1345 Lehen des Klosters Fulda, ab 1392 Lehen des Bistums Würzburg. Im 14. und 15. Jahrhundert war die Stadt Objekt zahlreicher Verpfändungen und befand sich erst ab 1468 in dauerndem Besitz der Herrschaft.

### Neuzeit
Weikersheim fiel in der Erbteilung 1585 durch das Los an Graf Wolfgang II. von Hohenlohe, der anschließend die mittelalterliche Wasserburg zur repräsentativen Residenz im Stil der Renaissance ausbauen ließ.
1610 hob der Graf die Leibeigenschaft in Weikersheim gegen eine Ablösesumme von 1400 Gulden auf.
Im Dreißigjährigen Krieg verbündete sich Graf Georg Friedrich von Hohenlohe mit König Gustav Adolf von Schweden. Deshalb kam Weikersheim 1637 per Dekret des Kaisers zum Deutschen Orden und erst durch den Westfälischen Frieden 1648 wieder in den Besitz des Hauses Hohenlohe.
Der Bereich vor dem Schloss wurde bereits am Ende des 17. Jahrhunderts in die Planungen einer künftigen Umgestaltung einbezogen, von 1710 bis 1712 durch die Anlage eines auf die gegenüberliegende Stadtkirche ausgerichteten repräsentativen Marktplatzes grundlegend verändert. 1729 wurden die Arkaden als stadtseitiger Zugang zum Schloss errichtet.
Mit dem Tod des letzten Weikersheimer Grafen Karl Ludwig von Hohenlohe 1756 verlor die Stadt ihre Funktion als Residenz und kam über das Fürstentum Hohenlohe-Öhringen 1806 im Rahmen der Mediatisierung aufgrund des Reichsdeputationshauptschlusses an das Königreich Württemberg. Das Landstädtchen Weikersheim wurde dem Oberamt Mergentheim unterstellt.

#### Weikersheim zur Zeit des Nationalsozialismus
In der Wahl vom 5. März erhielt die Partei NSDAP in Weikersheim über 70 Prozent der abgegebenen Stimmen, in Elpersheim und Schäftersheim über 80 Prozent der Stimmen, was entsprechend mit NS-Beflaggung des Rathauses gefeiert wurde.
Am 25. März 1933 wurden Paul von Hindenburg, der im September 1926 im Zuge eines Manövers den Fürsten von Hohenlohe-Langenburg vor dem Schloss Weikersheim traf, wie Adolf Hitler zu Ehrenbürger der Stadt ernannt
Bei der Verwaltungsreform während der NS-Zeit in Württemberg gelangte Weikersheim 1938 zum Landkreis Mergentheim. Nach dem Zweiten Weltkrieg wurde Weikersheim Teil der Amerikanischen Besatzungszone und gehörte somit zum 1945 neu gegründeten Land Württemberg-Baden, das 1952 im jetzigen Bundesland Baden-Württemberg aufging.

#### Weikersheim nach dem Krieg
Das Schloss Weikersheim wurde 1967 vom Land Baden-Württemberg erworben, in den folgenden Jahren restauriert und steht heute zur Besichtigung offen.
Nach der Auflösung des Landkreises Mergentheim im Rahmen der Kreisreform wurde Weikersheim 1973 dem neu gebildeten Main-Tauber-Kreis zugeschlagen.
Im Zuge der Gemeindegebietsreform in Baden-Württemberg wurden von 1972 bis 1975 acht bis dahin selbstständige Gemeinden nach Weikersheim eingemeindet. Am 1. Januar 1972 wurden die Gemeinden Queckbronn und Schäftersheim sowie am 1. März 1972 Elpersheim eingemeindet. Am 1. Mai 1972 folgte die Eingemeindung von Honsbronn, am 15. Juli 1972 die von Neubronn, am 1. September 1972 die von Nassau und am 1. Januar 1974 die von Laudenbach. Die jüngste Eingemeindung erfolgte mit der von Haagen am 1. Januar 1975.

### Einwohnerentwicklung
Die Gesamtbevölkerung der Stadt Weikersheim entwickelte sich wie folgt:
| Jahr | Bevölkerung |
| ---- | ----------- |
| 1961 | 6953        |
| 1970 | 7309        |
| 1991 | 7054        |
| 1995 | 7260        |
| 2005 | 7577        |
| 2010 | 7431        |
| 2015 | 7324        |
| 2020 | 7439        |

Quellen: Gemeindeverzeichnis und Angaben des Statistischen Landesamtes

## Religionen

### Christentum
Weikersheim ist seit der Einführung der Reformation 1541 durch Graf Wolfgang I. von Hohenlohe vorwiegend evangelisch geprägt. Es ist Sitz des Kirchenbezirks Weikersheim der Evangelischen Landeskirche in Württemberg. Neben den vier evangelischen Pfarrämtern gibt es aber auch zwei römisch-katholische Pfarrämter und die Volksmission entschiedener Christen mit zwei Pastorenstellen in der Stadt.

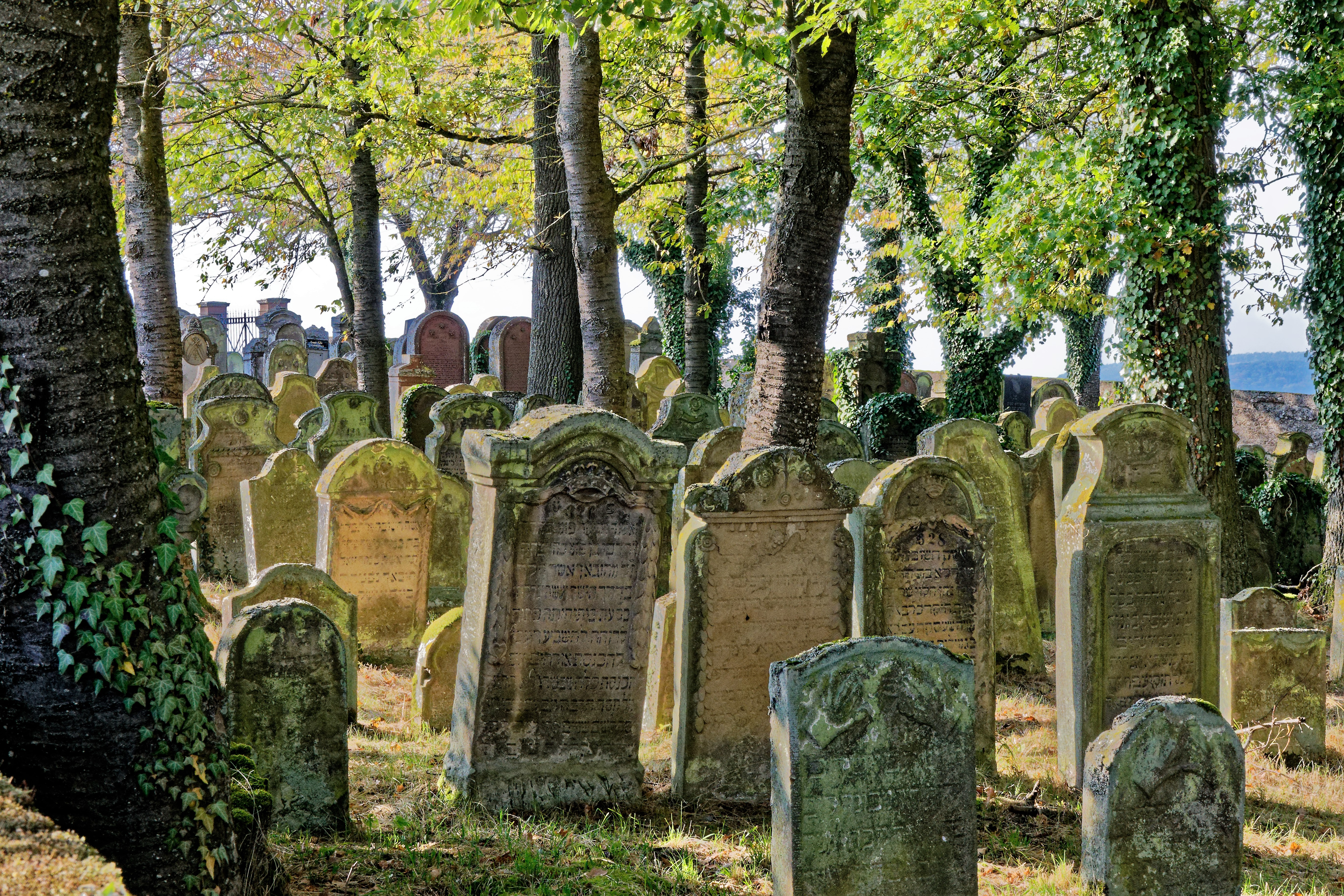
Der jüdische Friedhof Weikersheim

### Jüdische Gemeinde Weikersheim
In Weikersheim bestand eine jüdische Gemeinde bereits im Mittelalter, die jedoch mehrmals im Zusammenhang mit Judenverfolgungen (1298, 1336/37 und 1349) vernichtet wurde. 1455 wurde die Niederlassung von Juden in Weikersheim verboten. Die neuzeitliche jüdische Gemeinde entstand um 1637 und existierte bis zur Shoa.
Von 1832 (nach einer Neueinteilung der württembergischen Rabbinate) bis 1914 war Weikersheim Sitz eines Bezirksrabbinates.

## Politik

### Gemeinderat

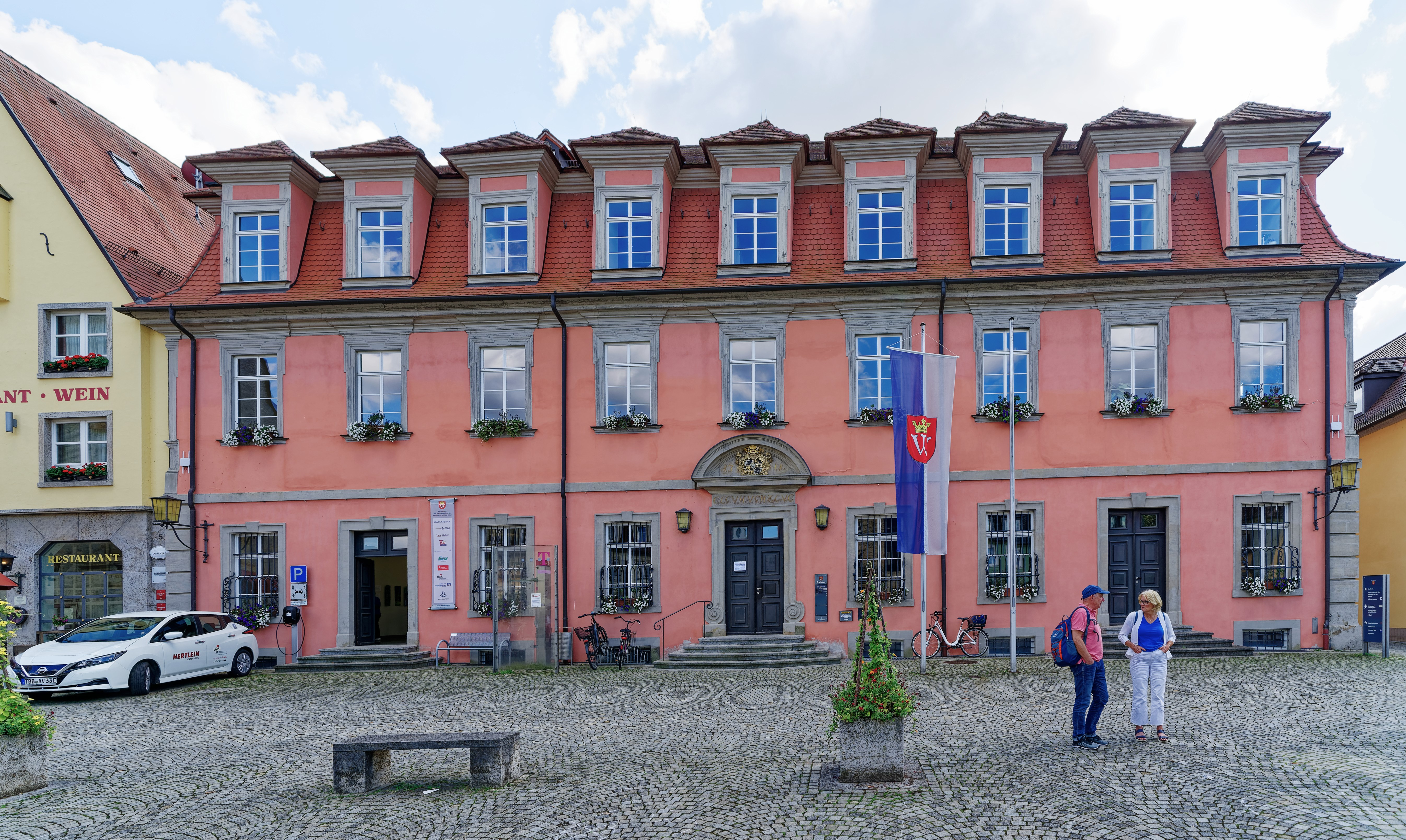
Das Rathaus Weikersheim

Der Gemeinderat in Weikersheim hat normalerweise 18 ehrenamtliche Mitglieder, die für fünf Jahre gewählt werden. Die Gemeinderäte führen die Bezeichnung Stadträtin/Stadtrat. Die Zahl der Mitglieder kann sich durch Ausgleichssitze erhöhen (gesamt 2024: 20 Sitze; 2019: 21; 2014: 20). Hinzu kommt der Bürgermeister als stimmberechtigter Gemeinderatsvorsitzender.
Dabei garantiert die Unechte Teilortswahl den Ortsteilen eine festgelegte Anzahl von Sitzen: Aus Weikersheim kommen mindestens neun, aus Elpersheim (mit Honsbronn/Bronn), Laudenbach (mit Haagen) und Schäftersheim (mit Nassau) jeweils mindestens drei Räte, aus Neubronn/Oberndorf (mit Queckbronn) kommt mindestens ein Gemeinderat.
Die Gemeinderatswahl am 9. Juni 2024 führte zu folgendem Ergebnis (mit Vergleichszahlen zu 2019):
| Gemeinderat 2024              | Gemeinderat 2024 | Gemeinderat 2024 |               | 2019   | 2019 |
| Partei / Liste                | Stimmenanteil    | Sitze            | Stimmenanteil | Sitze  |      |
| CDU                           | 46,6 %           | 9                | 47,0 %        | 10     |      |
| SPD/Unabhängige Bürger (UB)   | 19,2 %           | 4                | 23,5 %        | 5      |      |
| FWV                           | –                | –                | 29,5 %        | 6      |      |
| Bürgerliste Weikersheim (BLW) | 18,7 %           | 4                | –             | –      |      |
| GO! Grün und Offen            | 15,5 %           | 3                | –             | –      |      |
| Wahlbeteiligung               | 67,9 %           | 67,9 %           | 65,1 %        | 65,1 % |      |

### Bürgermeister

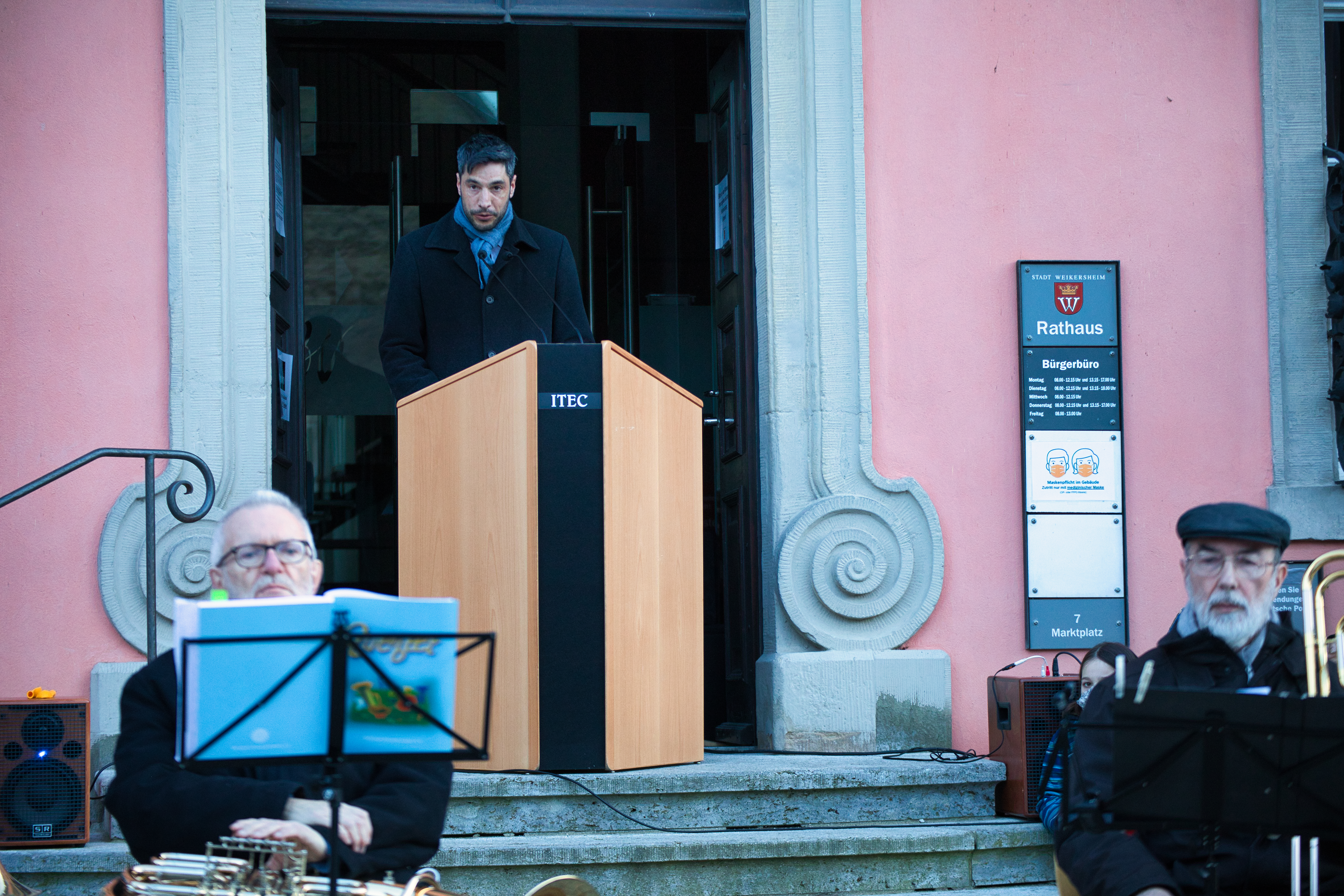
Bürgermeister Nick Schuppert auf einer Solidaritätsveranstaltung für die Menschen in der Ukraine, März 2022

Bürgermeister von Weikersheim ist seit 2022 Nick Schuppert (SPD). Am 7. November 2021 wurde er zum Nachfolger Klaus Kornbergers (Freie Wähler) gewählt, der von 1998 bis 2022 amtiert hatte. Schuppert erhielt 60,9 Prozent der Stimmen, während Amtsinhaber Kornberger 39 Prozent der Stimmen auf sich vereinen konnte. Schuppert trat sein Amt am 5. Februar 2022 an.

### Wappen
Die Blasonierung des Wappens lautet: „In Rot unter einer goldenen Krone der silberne Großbuchstabe W.“

### Städtepartnerschaft
Die Stadt Weikersheim unterhält partnerschaftliche Beziehungen zu Dunaföldvár in Ungarn.

## Kultur und Sehenswürdigkeiten

### Tourismus

#### Ferienstraßen
Weikersheim liegt an der Württemberger Weinstraße, der Romantischen Straße, die jeweils an vielen Sehenswürdigkeiten vorbeiführen.

#### Radwanderwege
Der Taubertalradweg, ein Landes-Radfernweg, führt auf seinem Weg von Rothenburg ob der Tauber nach Wertheim durch die Stadt und führt ebenfalls an vielen Sehenswürdigkeiten vorbei. Er ist ein Teil der D-Route 9 (Weser – Romantische Straße). Auch der Württemberger Weinradweg verläuft durch Weikersheim. Er führt von Rottenburg am Neckar nach Niederstetten.
Der Main-Tauber-Fränkische Rad-Achter führt ebenfalls durch Weikersheim.

#### Wanderwege
Der Panoramaweg Taubertal und der etwa 180 km lange Jakobsweg Main-Taubertal führen durch den Ort.

#### Historischer Stadtkern
Der historische Stadtkern Weikersheims ist als historische Gesamtanlage denkmalgeschützt und in einem Denkmalpflegerischen Werteplan zur „Gesamtanlage Weikersheim“ erfasst.

### Museen
Im Gänsturm befindet sich seit 2004 das Stadtmuseum. Außerdem hat das Tauberländer Dorfmuseum seinen Sitz in der Stadt.

### Bauwerke

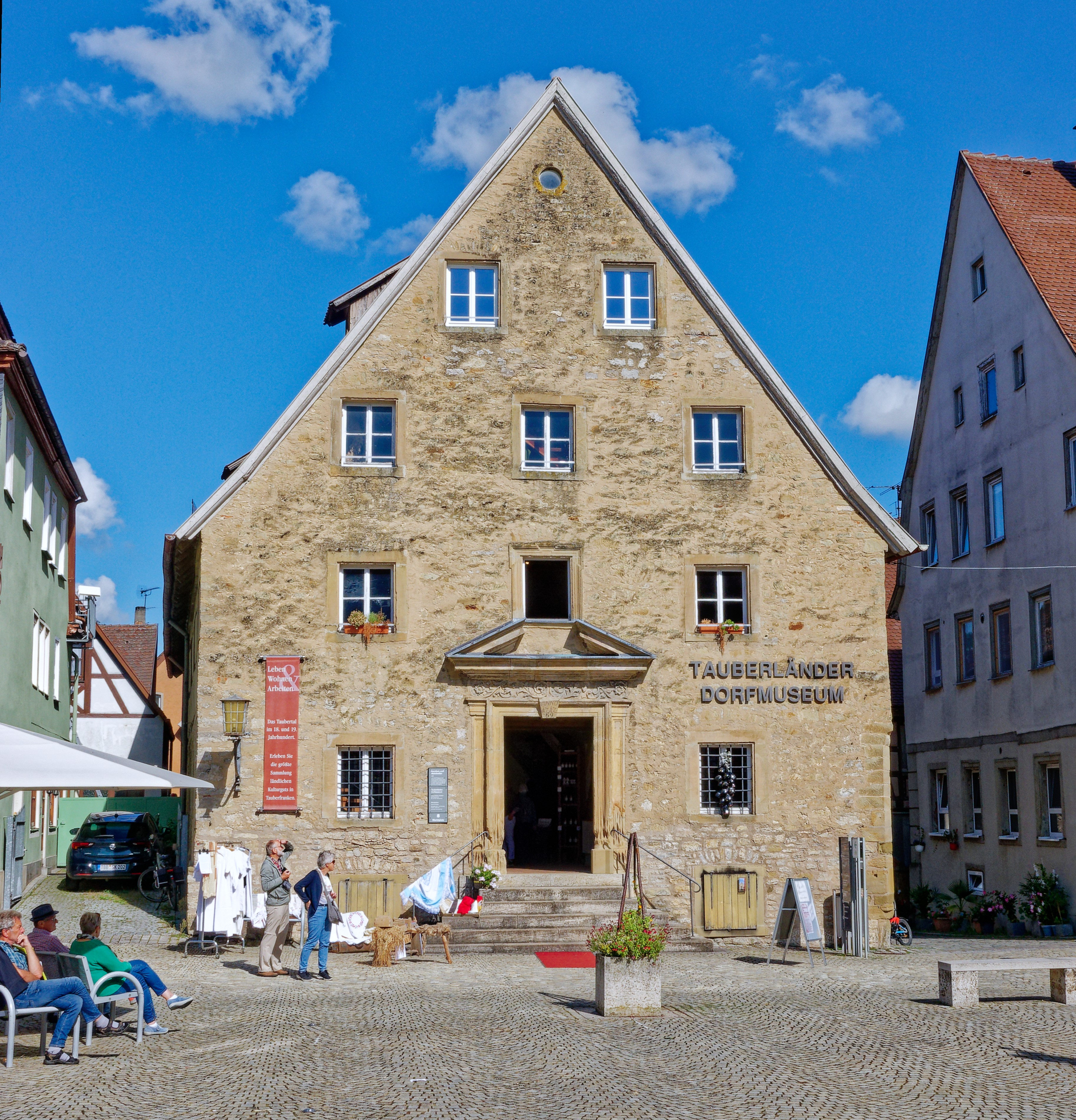
Das Tauberländer Dorfmuseum

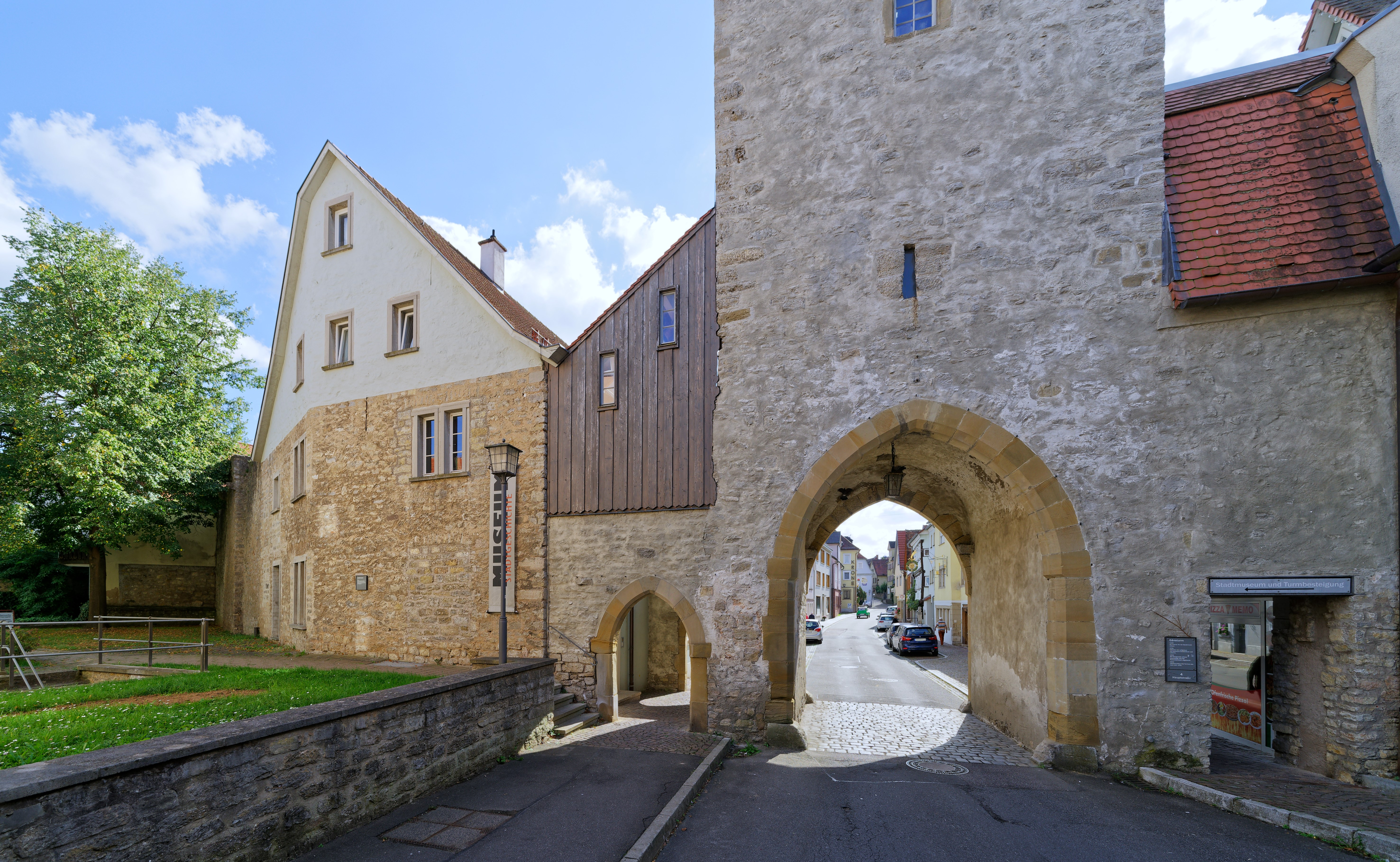
Das Museum Stadtgeschichte im Gänsturm

#### Schloss Weikersheim
Das Schloss Weikersheim als Stammsitz der Herren von Hohenlohe gilt als das schönste der hohenlohischen Schlösser. Im Kern ein Wasserschloss, wurde es im Renaissancestil, das ist seine Besonderheit, auf dem Grundriss eines gleichseitigen Dreiecks erweitert. „Die künstlerische Gestaltung des Jagd- und Rittersaales (1597-1603) ist ein Werk des Rotenburger Künstlers Gerhard Schmidt“. Der Park vor dem prachtvoll ausgebautem Südflügel wurde im 18. Jahrhundert nach dem Vorbild von Versailles eingerichtet und zählt zu den frühesten Barockgärten in Franken.
Von 1587 bis 1610 residierte hier Graf Wolfgang II. von Hohenlohe.

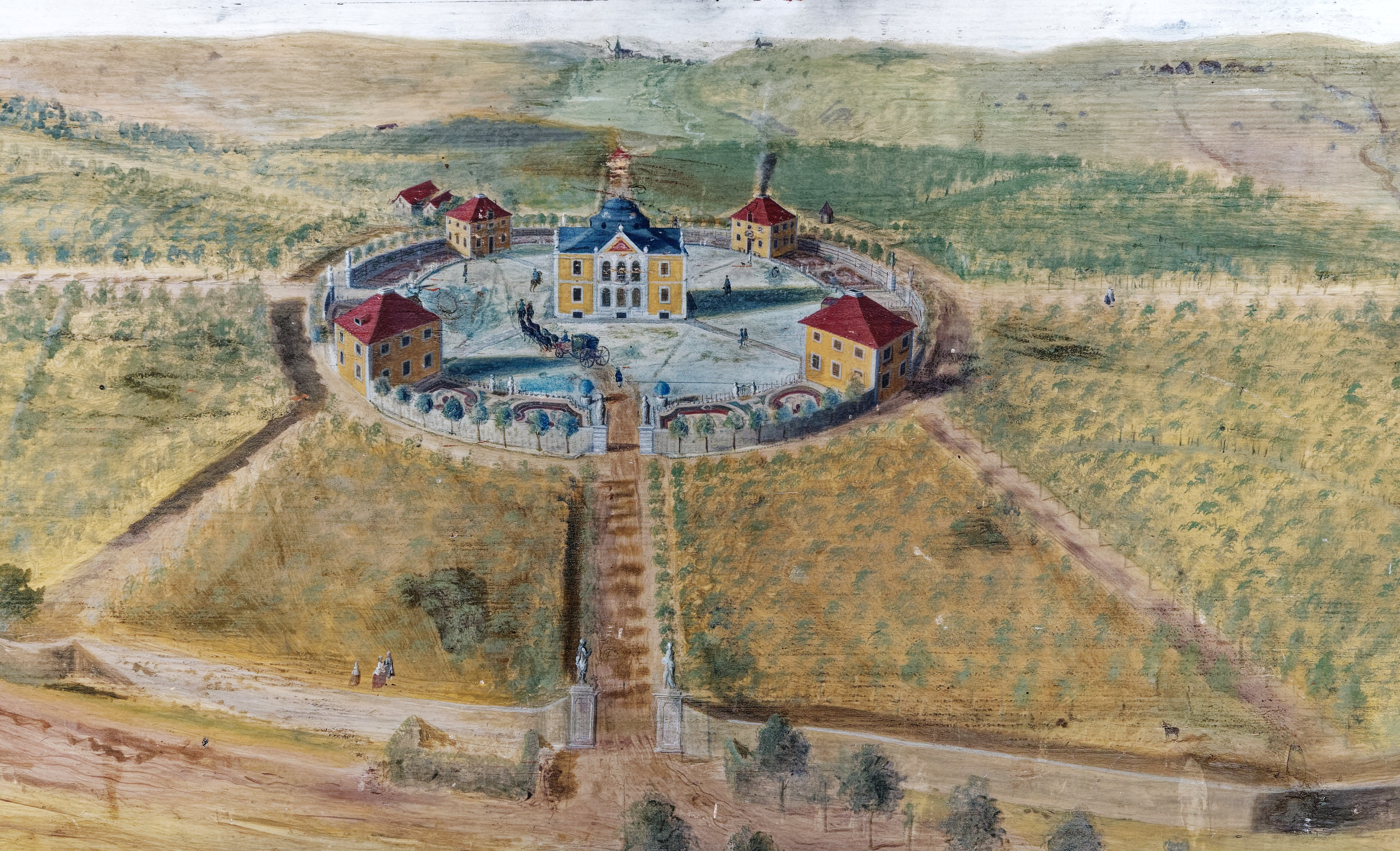
Historische Darstellung des Karlsbergs im Rittersaal Schloss Weikersheim

#### Karlsberg
Der bereits im 17. Jahrhundert erwähnte Tierpark wurde ab 1727 von Graf Carl Ludwig zu einer Sommerresidenz ausgebaut. Ursprünglich bestand sie aus einem zentralen Schlösschen und vier Pavillons, von denen noch zwei erhalten sind. Das 1736 eingeweihte Jagdschloss des Baumeisters Johann Christian Lüttich, der auch die Orangerie im Schloss schuf, wurde bereits um 1865 wegen Baufälligkeit wieder abgerissen. Erschlossen ist die Anlage durch einen Alleestern. Am Ende der Südallee steht noch das 1746 erbaute Gelbe Haus, in dem sich zeitweilig ein Restaurant befand. Das Gelbe Haus ist heute in Privatbesitz und daher nicht mehr zugänglich. Der für Besucher zugängliche Jagdpark ist bis heute mit einer Mauer umfriedet und beherbergt Schwarzwild. Im südwestlichen Pavillon, dem früheren Küchenbau, war bis 2009 ein Forstmuseum untergebracht, das nach dem Wechsel des Parks von Stadt- in Privatbesitz geschlossen wurde.
Auf dem Karlsberg befindet sich ein Planetenweg im Maßstab 1:1 Mrd. Der Weg wurde 1980 von der Astronomischen Vereinigung Weikersheim e. V. angelegt und 2007 grundlegend überarbeitet. Er führt vorbei an der Sternwarte Weikersheim, die ebenfalls von der Astronomischen Vereinigung betrieben wird.

#### Stadtkirche St. Georg

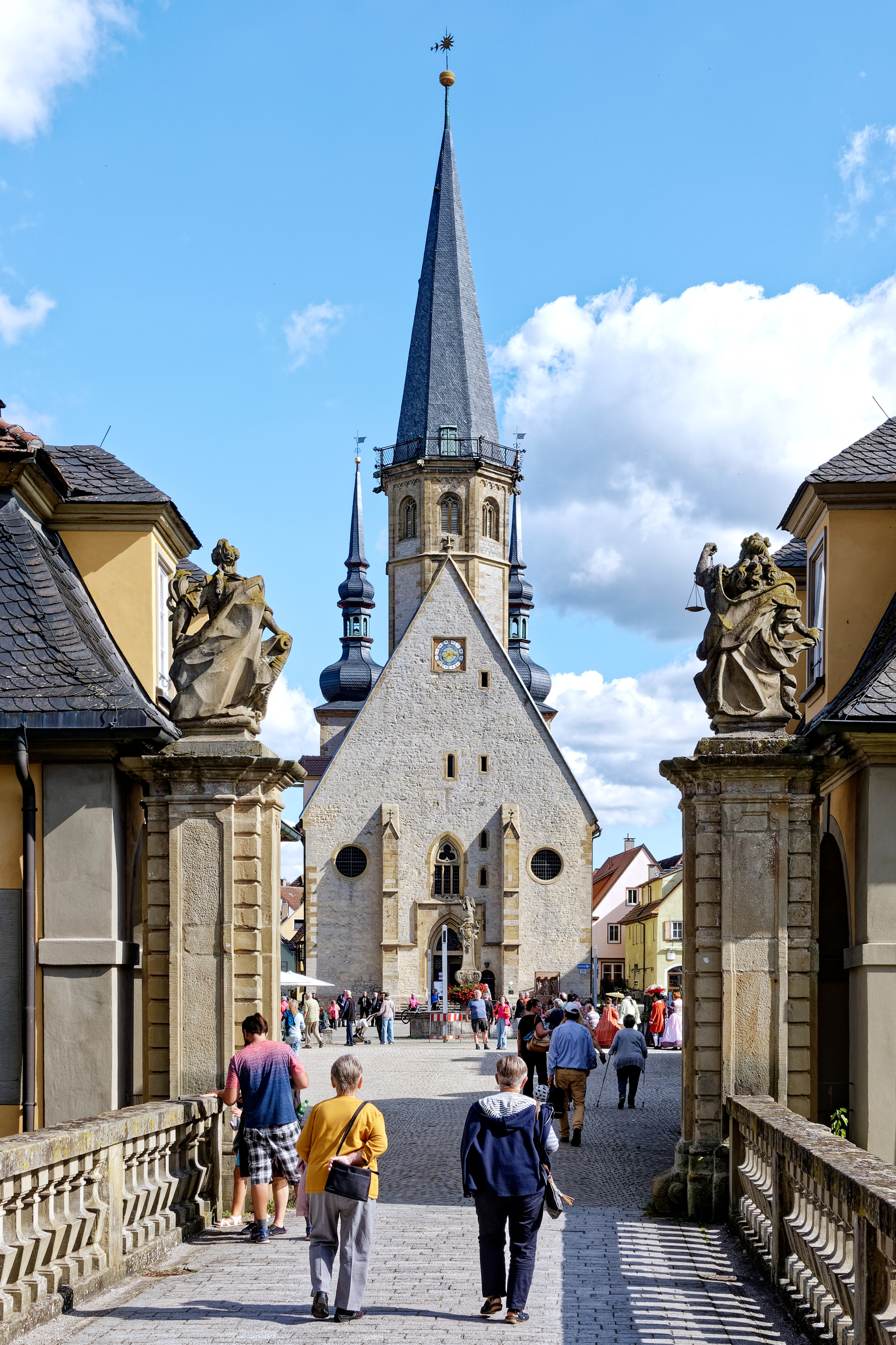
Blick durch das Portal des Schlosses auf St. Georg

Die im Jahre 1419 erbaute, heute evangelische Kirche St. Georg am historischen Marktplatz bietet mit dem halbkreisförmigen Zugang zum Schloss und den angrenzenden Häusern immer noch das idyllische Bild eines Grafenhofes und eines Residenzstädtchens in Hohenlohe. Die Georgskirche ist mit ihrer Lage am Taubertalradweg als Radwegekirche ausgewiesen.

#### Kirche Zum kostbaren Blut
Die Kirche zum kostbaren Blut wurde 1962 errichtet, nachdem die katholische Gemeinde so stark angewachsen war, dass der Vorgängerbau nicht mehr ausreichte. Er wurde abgerissen.

#### Der Gänsturm
Der um 1320 erbaute sogenannte Gänsturm wurde in den letzten Tagen des Zweiten Weltkrieges so stark zerstört, dass er nach einem Beschluss des damaligen Gemeinderates als Verkehrshindernis abgerissen werden sollte. Doch bereits im Sommer 1945 bildete sich eine Bürgerinitiative, die den für die damaligen Verhältnisse beachtlichen Betrag von 3396 Reichsmark zur Erhaltung des unteren Torturms mit Glocke sammelte. Die Ansicht des Gemeinderates lautete: „Der Fremdenverkehr spielt in Weikersheim überhaupt keine Rolle und wird es auch in Zukunft nicht tun!“ Nachdem sich jedoch das Denkmalamt eingeschaltet hatte, konnte der Gänsturm, wenn auch ohne sein charakteristisches Dach, erhalten werden.
Im Jahre 2003 wurde der Gänsturm als Teil der Stadtbefestigung Weikersheim wieder nahezu in seinen ursprünglichen Zustand versetzt. Eine Ausstellung beleuchtet die wichtigsten Stationen der Weikersheimer Geschichte in Wort, Bild und mit Objekten.

#### Tauberphilharmonie Weikersheim
Am westlichen Ortsrand wurde auf den Tauberwiesen das Konzert- und Veranstaltungshaus Tauberphilharmonie Weikersheim errichtet, ein Ersatzneubau der Alten Stadthalle Weikersheim, welche eigentlich im Januar 2018 abgerissen werden sollte.

#### Jüdischer Friedhof
Auf dem jüdischen Friedhof sind 607 Grabsteine vorhanden, der älteste aus dem Jahr 1730.

#### In den Stadtteilen
Bei Laudenbach steht die Bergkirche Laudenbach.

### Regelmäßige Veranstaltungen
- Die Kärwe

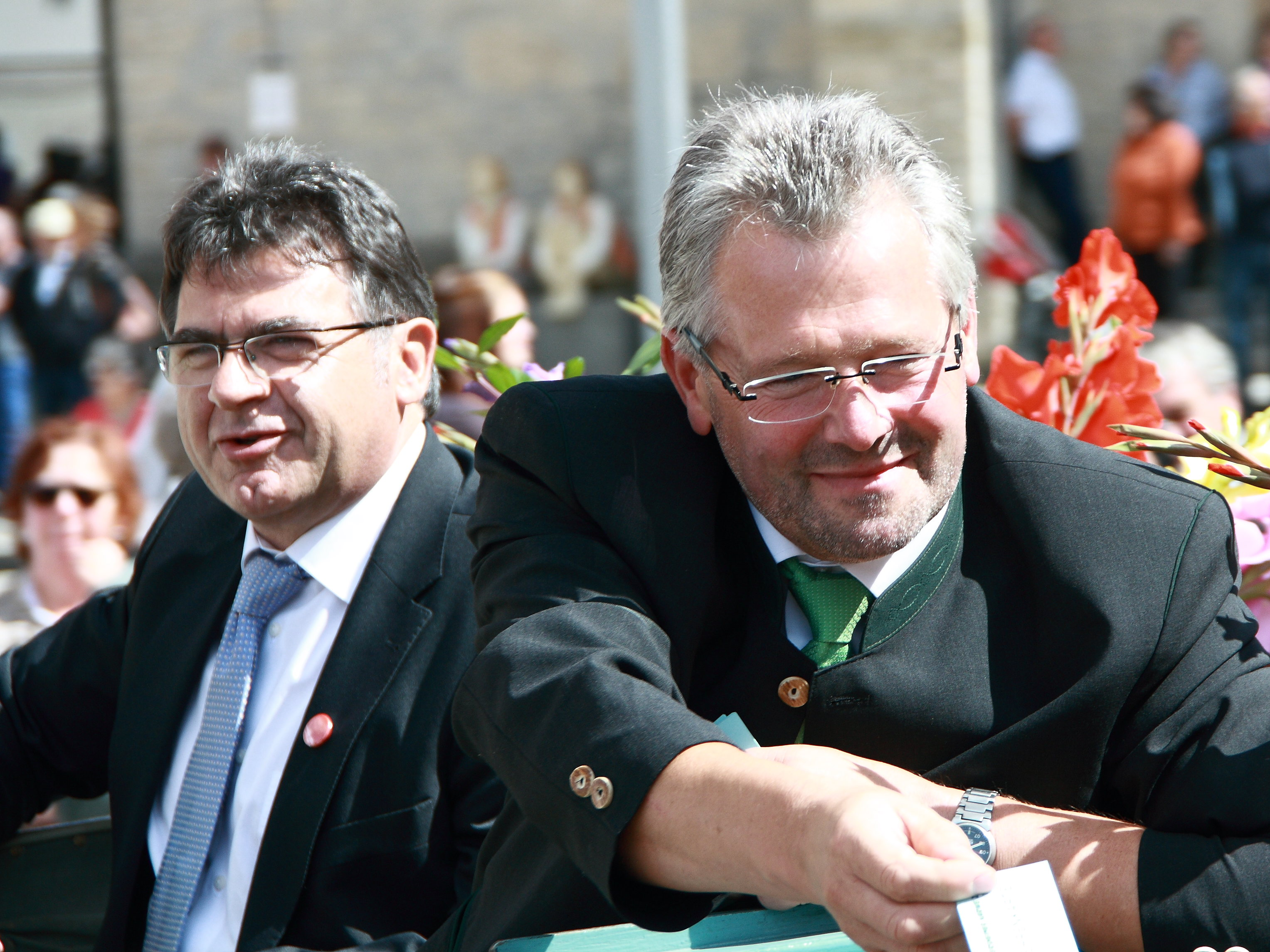
Der Bundestagsabgeordnete Alois Gerig (rechts) mit dem damaligen Weikersheimer Bürgermeister Klaus Kornberger als Ehrengäste beim Historischen Umzug anlässlich der 594. Weikersheimer Kärwe, 2013

Um den ersten Sonntag im September findet die Kärwe, eine Kirchweih, statt. Sie geht auf das Jahr 1419 zurück und bei einem Umzug wird die Geschichte der Stadt dargestellt.
Das Kulturangebot umfasst Open-Air-Opernaufführungen der Jeunesses Musicales Deutschland im Sommer und Free-Jazz- und Avantgarde-Konzerte im club W71, einem der ältesten unabhängigen soziokulturellen Zentren in Baden-Württemberg.

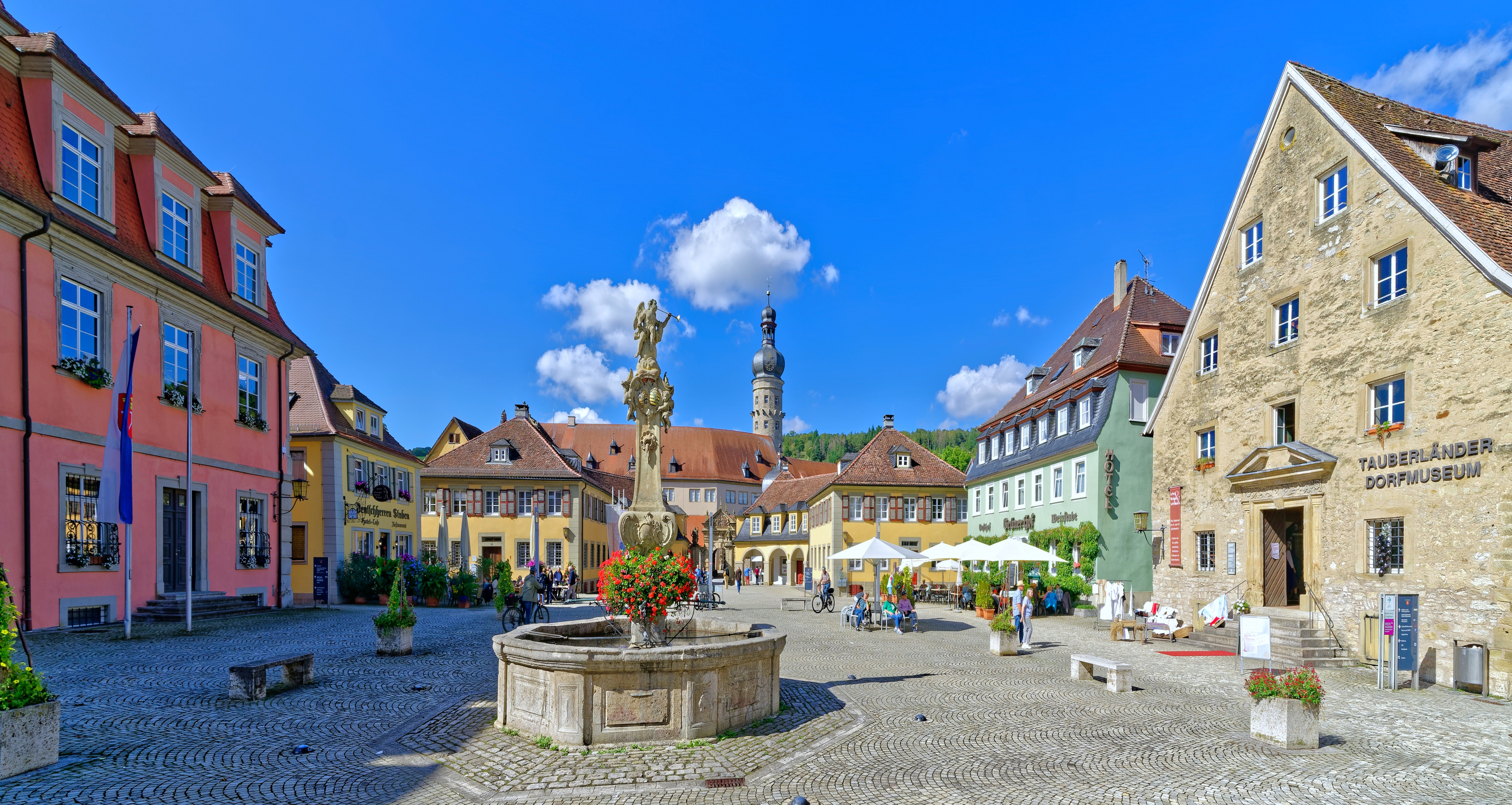
Blick über den Marktplatz zum Schloss
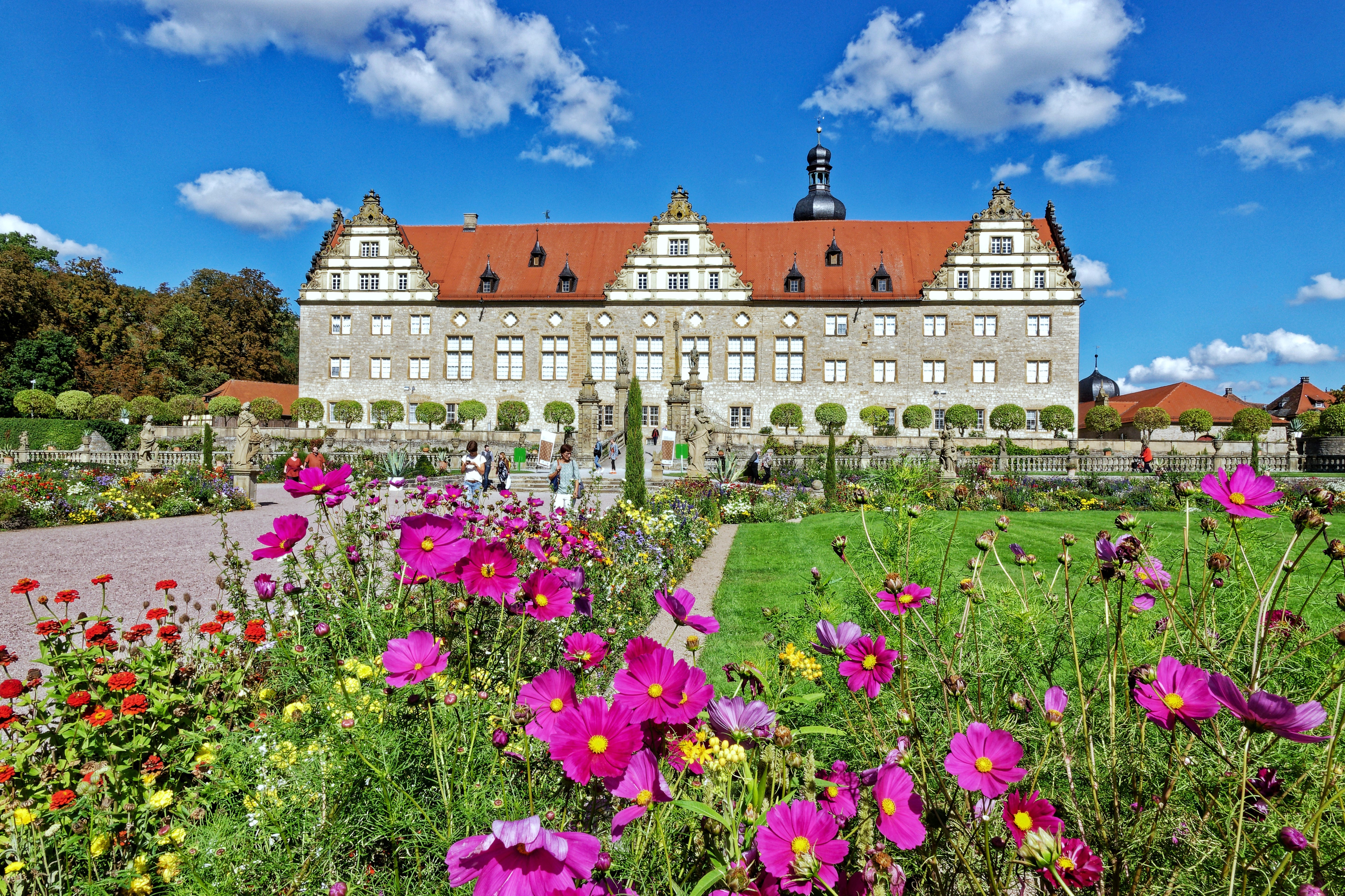
Schloss und Park Weikersheim
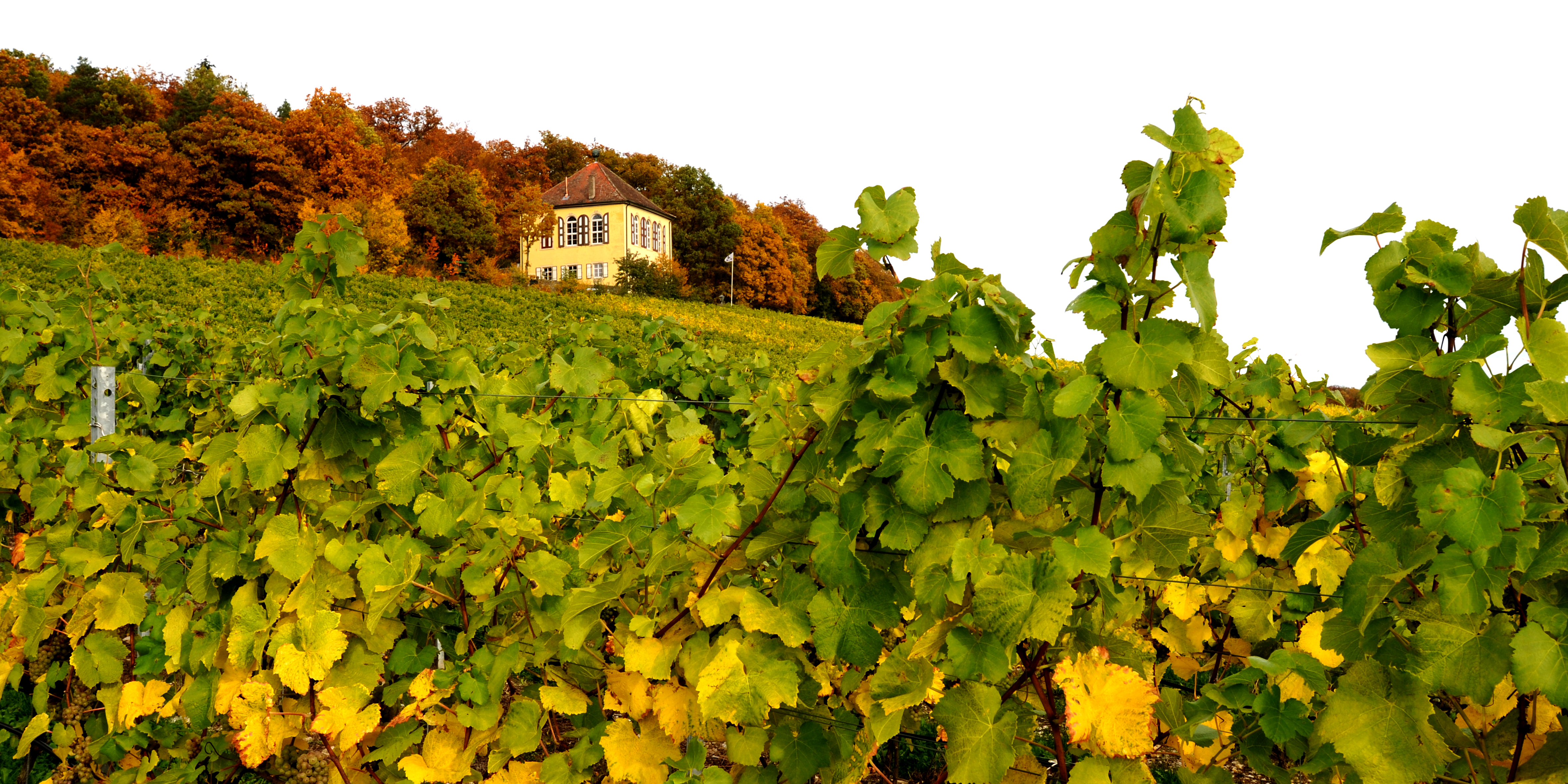
Das Gelbe Haus oberhalb der Weinberge
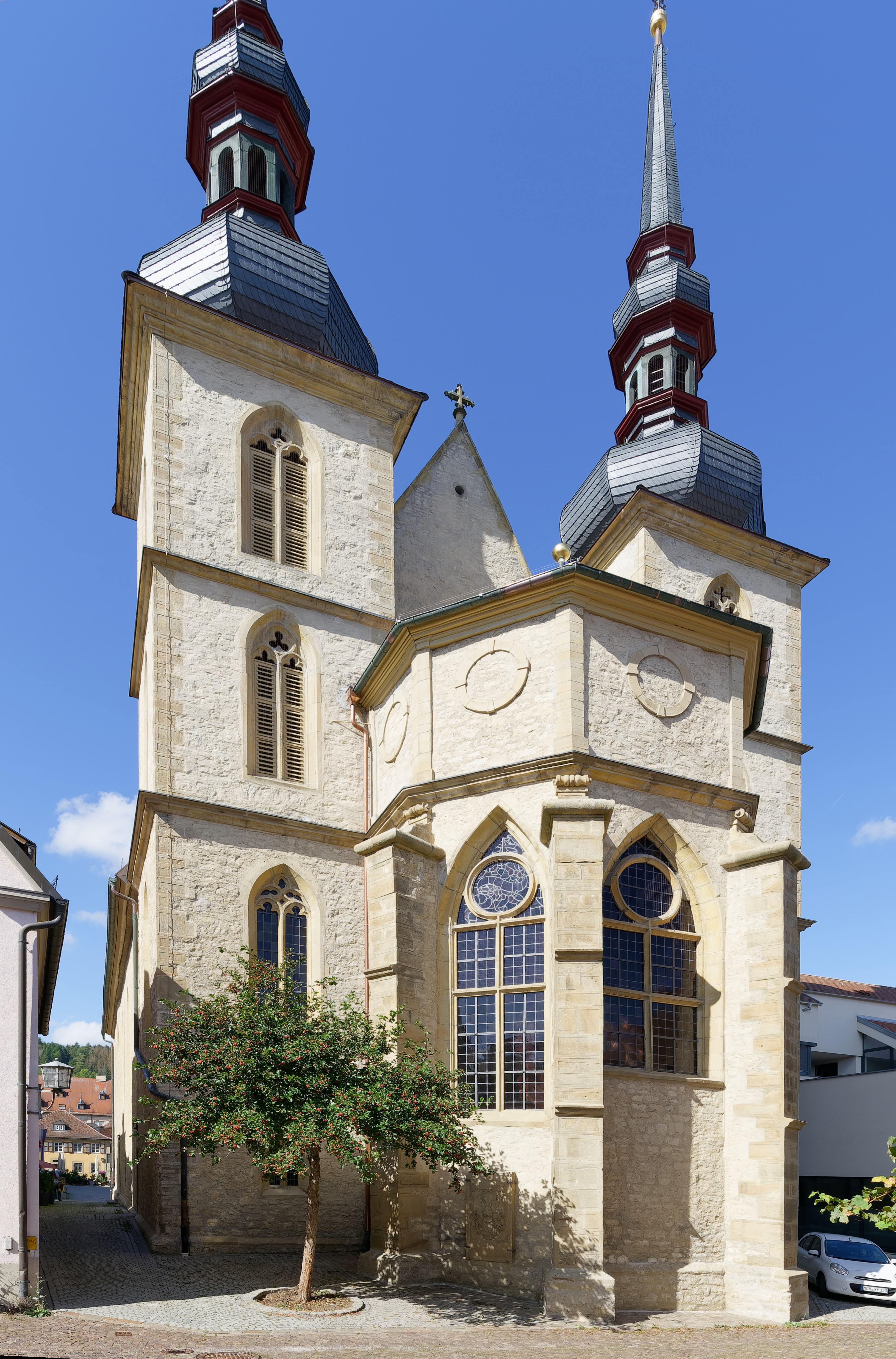
Stadtkirche St. Georg
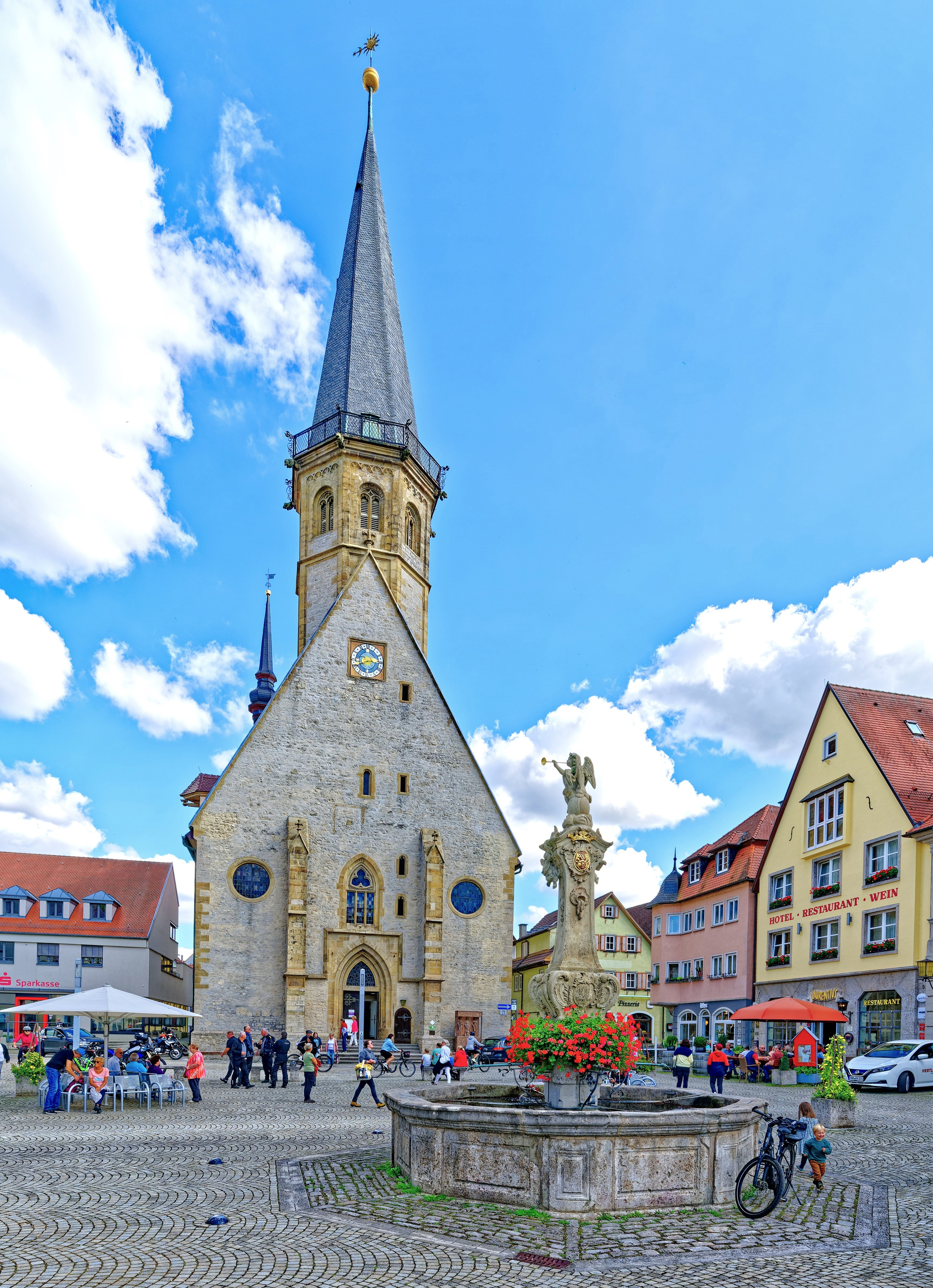
Marktplatz in Weikersheim mit Stadtkirche St-Georg und dem Marktplatzbrunnen, 2023
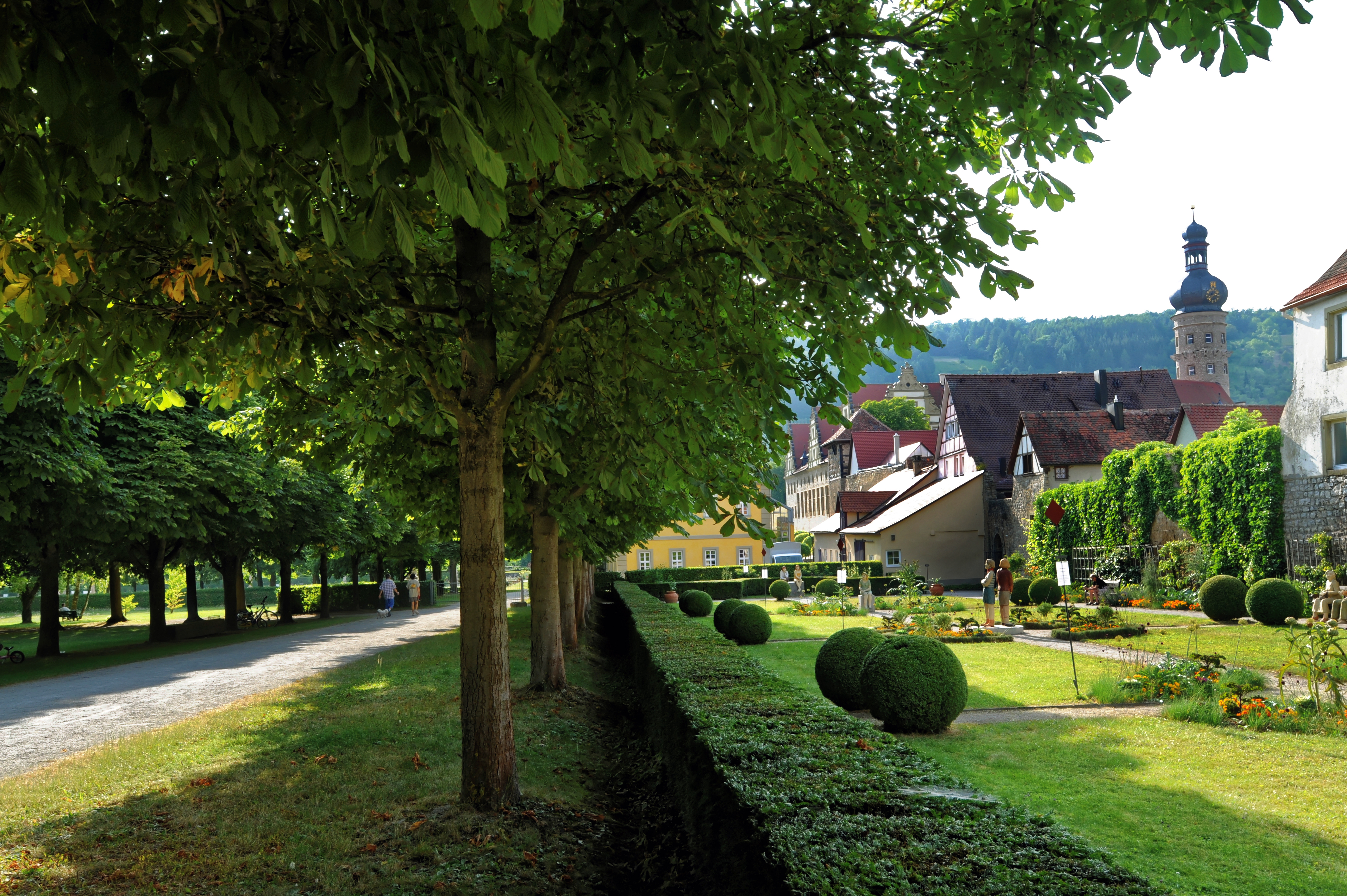
Der Stadtpark von Weikersheim
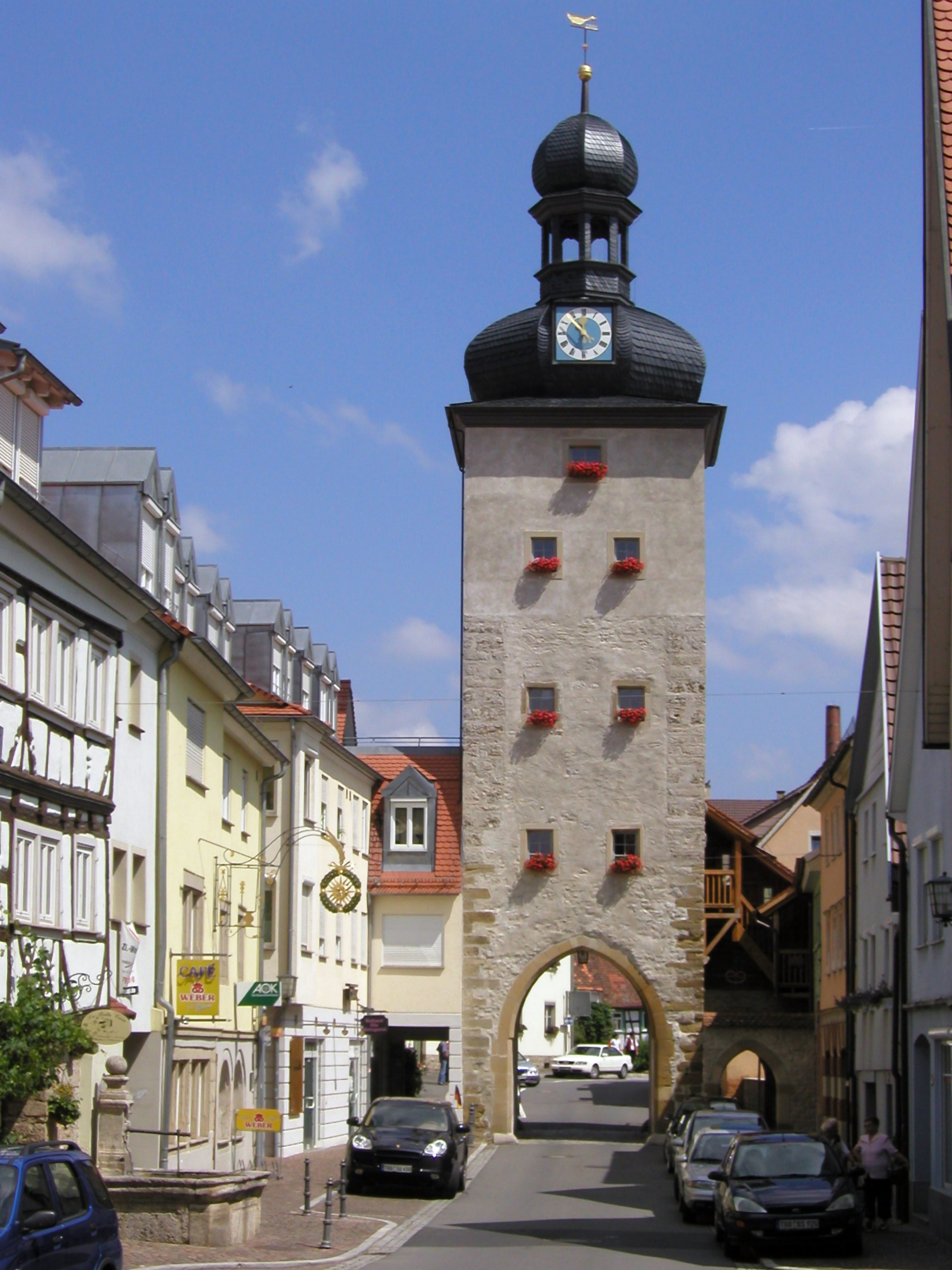
Der Gänsturm in Weikersheim
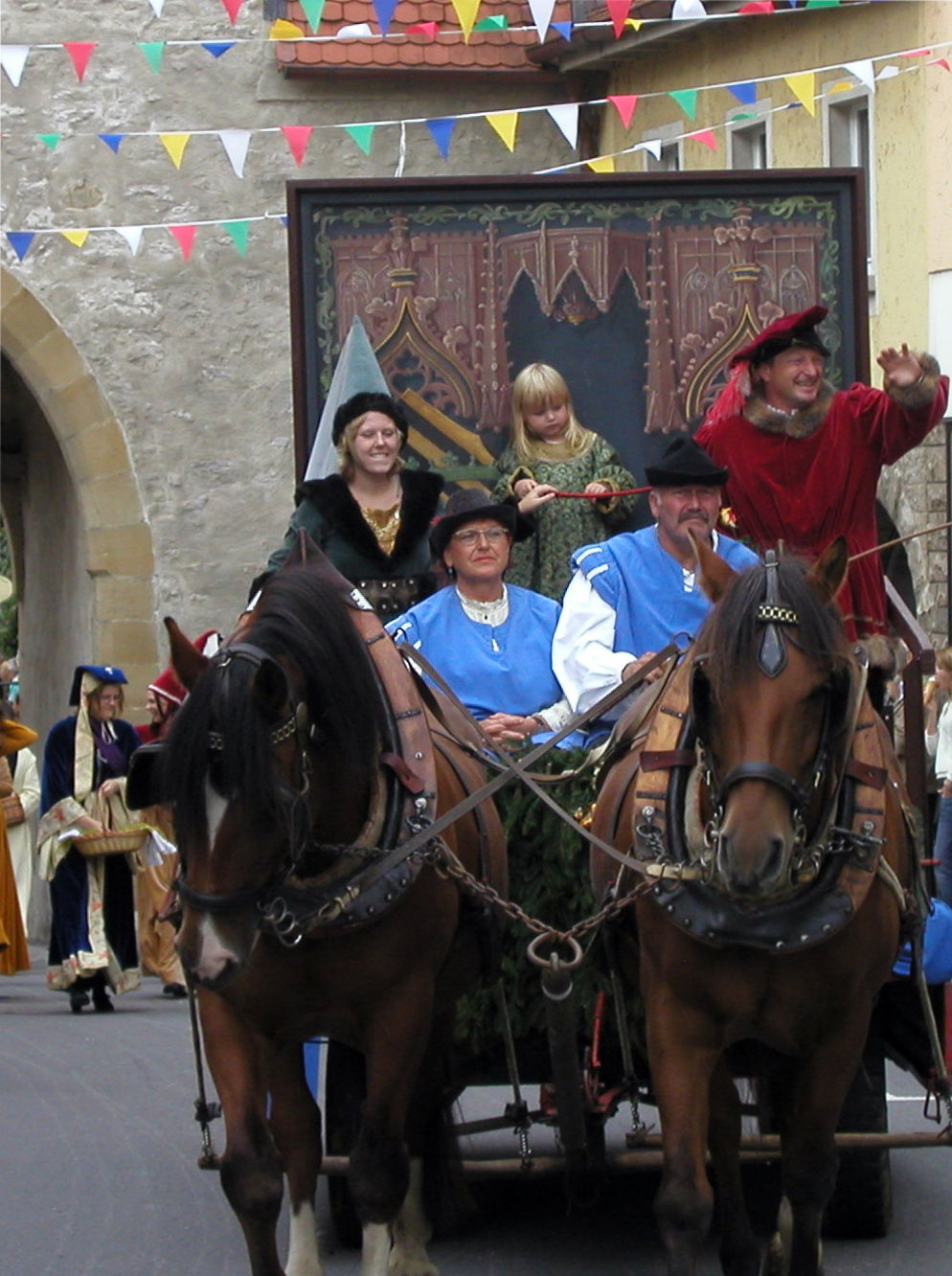
Kärweumzug
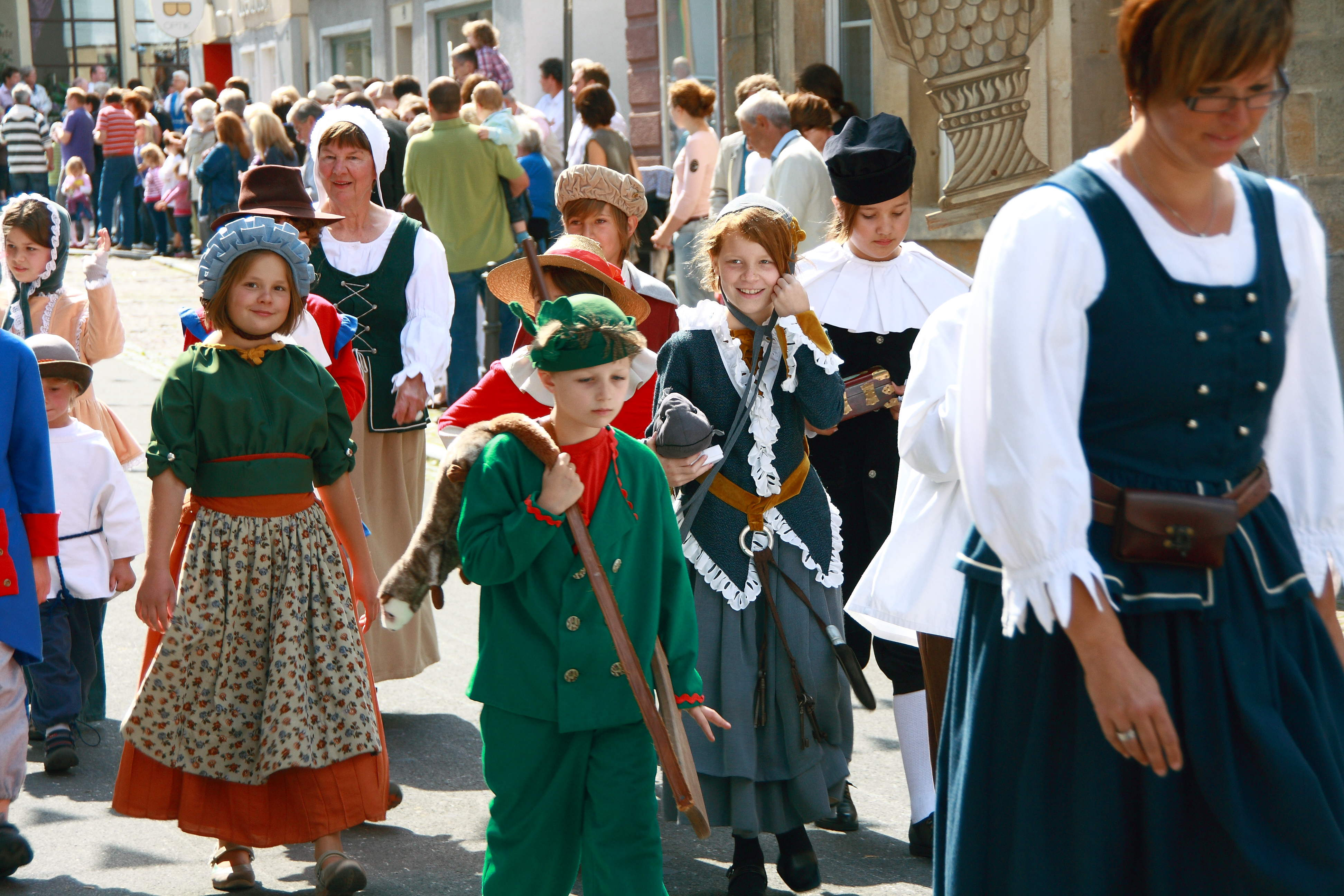
Kinder stellen die Zwergengalerie von Schloss Weikersheim beim Kärweumzug dar

- Skulpturen.SCHAU!

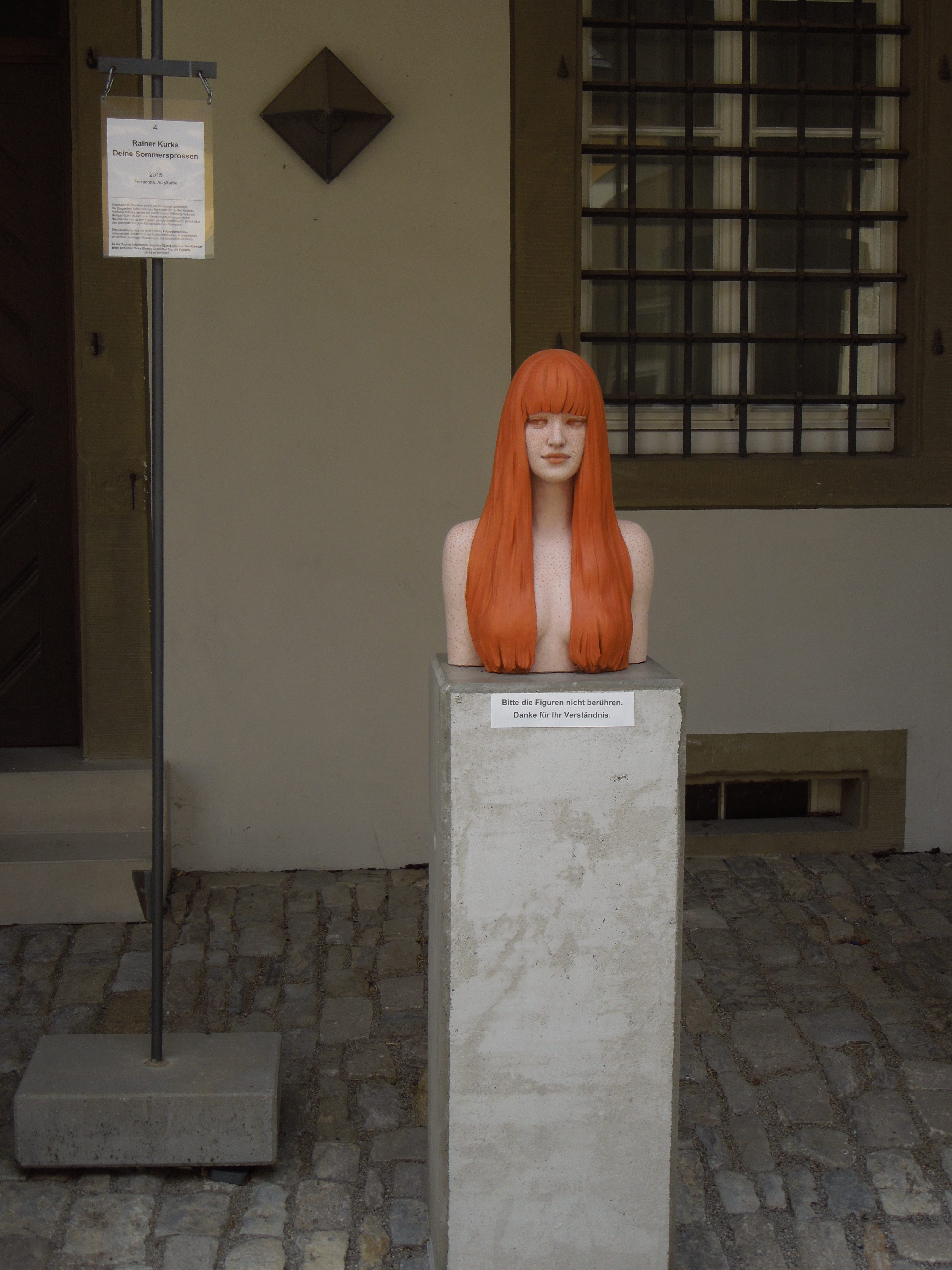
9. SkulpturenSCHAU! in der Stadt Weikersheim, lebensgroße Figuren von Rainer Kurka; ″Deine Sommersprossen″ von 2015; Terracotta und Acrylfarben, 2016

Seit 2008 gibt es in Weikersheim jährliche Skulpturenausstellungen.

## Wirtschaft und Infrastruktur

### Weinbau
Weikersheim und Schäftersheim sind bekannte Weinbauorte, deren Lagen zur Großlage Tauberberg im Bereich Kocher-Jagst-Tauber des Weinbaugebietes Württemberg gehören.

### Verkehr

#### Eisenbahn
Der Bahnhof Weikersheim liegt an der 1869 eröffneten Bahnstrecke Crailsheim–Königshofen, sie wird seit 1. Januar 2006 von der Westfrankenbahn im Stundentakt betrieben. Den übrigen Öffentlichen Personennahverkehr bedienen mehrere Buslinien im Auftrag der Verkehrsgemeinschaft Main-Tauber (VGMT) im Verkehrsverbund Rhein-Neckar (VRN). Bis 1974 bestand mit der Gaubahn auch eine Bahnverbindung über Röttingen nach Ochsenfurt sowie bis 1967 von dieser abzweigend nach Creglingen.

#### Radverkehr
Durch eine Alltagsroute aus dem Radnetz Baden-Württemberg ist Weikersheim über den Stadtteil Elpersheim, den Bad Mergentheimer Stadtteil Markelsheim und über Igersheim mit Bad Mergentheim und in der anderen Richtung über den Stadtteil Laudenbach und über Niederstetten, Schrozberg und Blaufelden mit Crailsheim verbunden.
Zudem bestehen touristische Radfernwege. Mehr dazu unter Tourismus/Radwanderwege.

### Bildung
Weikersheim verfügt über eine Förderschule, das Gymnasium Weikersheim, eine Grund- und einer Gemeinschaftsschule in der Kernstadt, sowie eine Grundschule im Ortsteil Elpersheim, welche nach Astrid Lindgren benannt ist. Daneben gibt es je zwei evangelische, römisch-katholische und städtische Kindergärten.
Im Ort befindet sich die Musikakademie Schloss Weikersheim der Jeunesses Musicales Deutschland.
Die Sternwarte Weikersheim wird von der Astronomischen Vereinigung Weikersheim betrieben.
Das 1979 im Weikersheimer Schloss gegründete, nationalkonservative Studienzentrum Weikersheim hat seinen Sitz nicht mehr in Weikersheim, veranstaltet im Schloss aber nach wie vor seine mehrtägigen Jahreskongresse (Stand: 2009).

### Ansässige Unternehmen
- Von 1878 bis 2021 war die Aug. Laukhuff GmbH & Co. KG in Weikersheim ansässig. Das 1823 in Pfedelbach gegründete Unternehmen war der weltgrößte Hersteller für Orgelteile und -baugruppen. Neben dem Orgelbau war Laukhuff mit der Tochtergesellschaft Laukhuff Industries mit Kleinserien und Sonderfertigungen Partner der regionalen und überregionalen Industrie. 2021 konnte im Zuge eines Insolvenzverfahrens kein neuer Investor gefunden werden, der Betrieb wurde eingestellt.
- Am 1. April 1956 wurde von Herbert Brause und Erich Mainhardt die Elektron OHG in Weikersheim gegründet. Im Jahre 1969 kam von der amerikanischen Conrac Corporation ein Übernahmeangebot für die Elektron OHG. 1998 hat Data Modul die CONRAC Elektron GmbH übernommen und den Firmennamen in CONRAC GmbH geändert. Im Jahre 2013 folgte die Umfirmierung der Conrac GmbH in die DATA MODUL Weikersheim GmbH.[35][36]
- Seit 1976 ist die Firma K+T Kühl und Tiefkühlzellen GmbH in Weikersheim ansässig. Im Jahr 2015 erfolgte die Umfirmierung in die K+T world of cooling systems GmbH. K+T vertreibt Kühltechnik für die Gastronomie und für Großküchen.